# 広島和牛
広島和牛（ひろしまわぎゅう）は、広島県産和牛の総称。特定の銘柄牛や商標ではない。

## 概要
広島県内で最長飼育された黒毛和種の牛肉のことを指す。
個別の銘柄牛としては広島牛、広島和牛元就、比婆牛、神石牛などがあり、これらの総称が「広島和牛」となる。

## 歴史
広島県では古くから日本全国に幼牛、素牛（）を供給してきていた。
現在の三原市では、1000年以上昔から杭の庄牛市（）が栄えていた。
2019年に庄原市の比婆牛が日本の地理的表示保護制度（GI）に登録された。以降、広島県では比婆牛や神石牛などを地域銘柄として定義して、広島県内での販売を進めるが、ブランディングにはつながらず、認知度も低いままであった。例えば、2021年に広島市内で行ったアンケート調査によれば、こういったブランド牛については「知ってはいるが食べたことがない」の回答が77パーセントであった。
2022年、広島県全域を対象とする「ひろしま食のブランド構築事業」が地域再生計画として認定され、その一つとして広島和牛の「ひろしま」ブランドとしての強化を図る計画が打ち出され、地方創生推進交付金の対象となった。